# 李大年
李大年，號鶴樓，湖廣江夏縣（今屬湖北省武漢市）人。明朝末年政治人物。

## 生平
崇禎六年（1633年）癸酉科湖廣鄉試第六十一名舉人，十年（1637年）丁丑科進士。兵部觀政，十一年授浙江溫州府推官，十三年考察。遷廣東道監察御史。。

## 家族
曾祖李巍，祖李逹魁，父李弘先。